# Полирахис

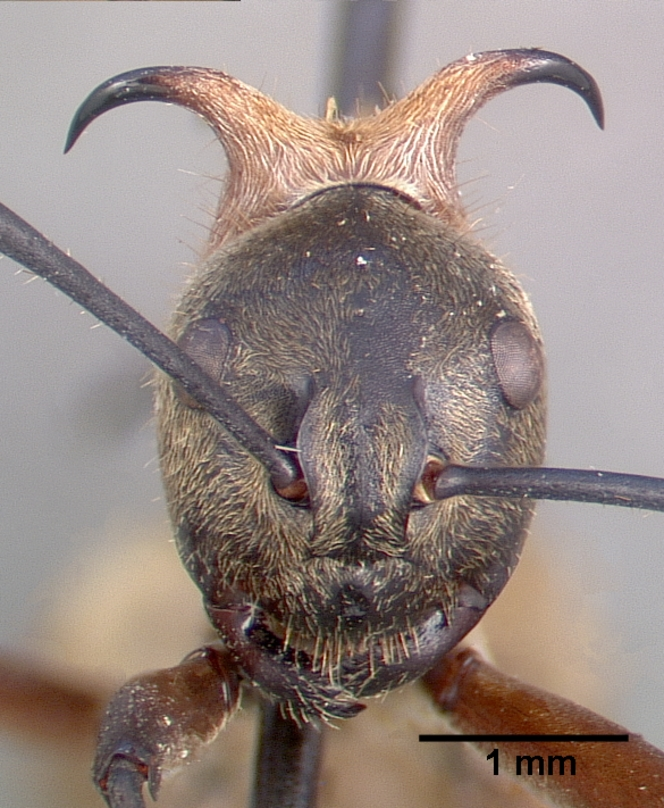
Polyrhachis bihamata спереди

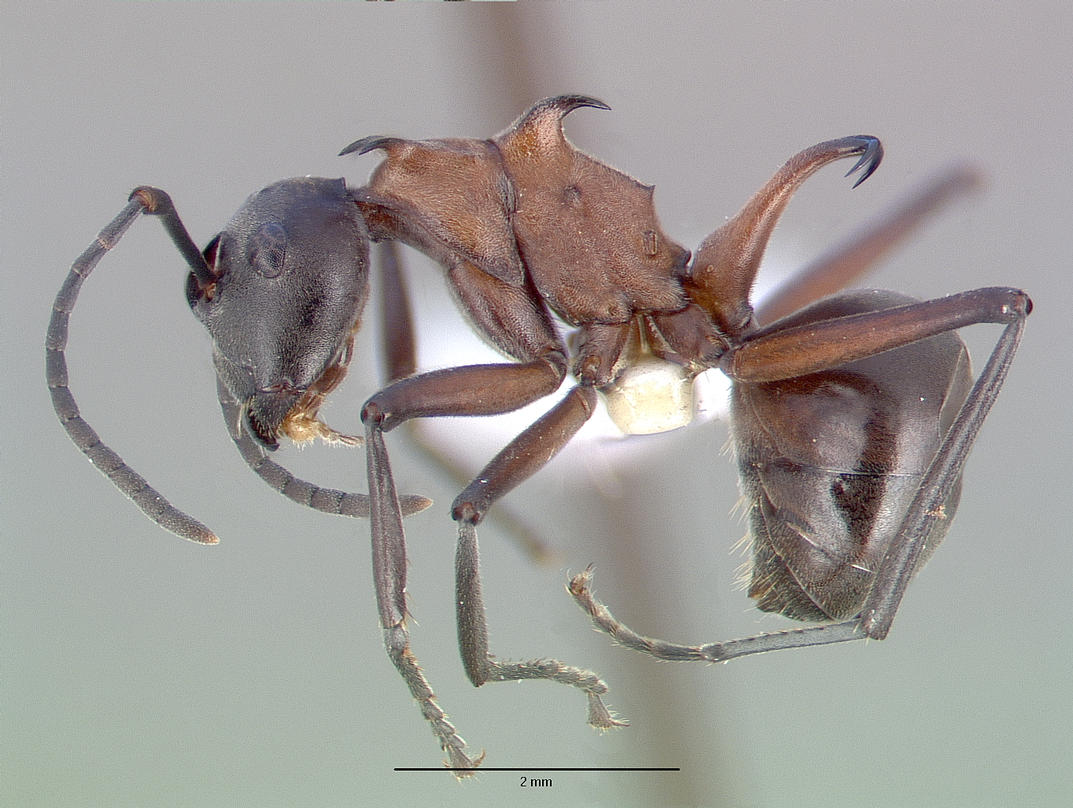
Polyrhachis taylori сбоку

Полирахис (лат. Polyrhachis) — род муравьёв, из подсемейства формицины, включающий тропические и субтропические виды, специализированные к обитанию на деревьях. Около 600 видов.

## Распространение
Встречаются в тропиках и субтропиках (пантропический ареал): Австралия, Африка, южная Азия. Два вида встречаются в палеарктике. Отсутствуют в Европе и Америке.

## Описание
Муравьи среднего размера (5—15 мм) с шипиками на теле (на грудке и петиоле).

## Экология
Ведут древесный образ жизни, некоторые используют шёлк, выделяемый личинками для постройки гнёзд (также как и муравьи-ткачи). Обнаружен плавающий вид Polyrhachis sokolova, способный выживать под водой в мангровых зарослях во время приливов.
Личинки и куколки молевидных бабочек рода Niphopyralis (Pyralidae, Lepidoptera) живут в гнёздах муравьёв родов Oecophylla и Polyrhachis.

## Систематика
Относится к трибе Camponotini, в которой является вторым по числу видов родом после Кампонотус (Camponotus). Разными авторами выделялось от 12 до 20 подродов. Молекулярные данные (Mezger and Moreau, 2016) подтвердили монофилию рода Polyrhachis и некоторых из его 13 признаваемых подродов. Однако, обнаружено: что Campomyrma Wheeler включает две отчётливые клады; и то что границы подрода Hagiomyrma Wheeler остались неясными в этом анализе; что подрод Myrma Billberg может трактоваться как одна или как две клады; что подрод Myrmhopla Forel не монофилетичен, как ранее предполагалось. Биогеографический анализ показал эволюцию рода Polyrhachis и его происхождение из Юго-Восточной Азии, с возрастом корневой группы Polyrhachis около 58 млн лет. Проникновение их из Ю.-В. Азии в Австралию происходило несколько раз, но только однажды они проникли в Африку около 26 млн лет.
Состав по данным 2016 года (623 вида):
- Polyrhachis senso stricto — 10 видов
- Aulacomyrma Emery, 1921 — 36 видов[9]
- Campomyrma W.M. Wheeler, 1911 — 44 видов[10][11][12][13]
- Chariomyrma Forel, 1915 — 60 видов
- Cyrtomyrma Forel, 1915 — 72 видов[14]
- Hagiomyrma Wheeler, W.M. 1911 — 17 видов
- Hedomyrma Forel, 1915 — 33 видов (=Dolichorhachis Mann, 1919)
- Hemioptica Roger, 1862 — 3 видов
- Hirtomyrma Kohout, 2010 — 4 видов[15]
  - Polyrhachis hirta
- Myrma Billberg, 1820—135 видов
  - Polyrhachis (Myrma) cyaniventris F. Smith, 1858[2]
- Myrmatopa Forel, 1915 — 43 видов (=Irenea Donisthorpe, 1938)
  - Группа Polyrhachis (Myrmatopa) flavicornis Smith, 1857[16]
    - Polyrhachis constructor Smith, 1857
      - =Polyrhachis piliventris Smith, 1857; = Polyrhachis elii Emery, 1900

    - Polyrhachis longipilosa Jaitrong et al., 2023
    - Polyrhachis varicolor Viehmeyer, 1916
- Myrmhopla Forel, 1915—139 видов (=Cephalomyrma Karavaiev, 1935)
- Myrmothrinax Forel, 1915 — 27 видов

## Виды
В мировой фауне около 600 видов. На Филиппинах — около 100, на о.Сулавеси (Индонезия) — 84 вида. Для Афротропики указан 61 вид (Rigato, 2016). В Палеарктике известно два вида.

#### Виды Палеарктики
- Polyrhachis simplex — Израиль, Афганистан, Бирма, Индия, Иран
- Polyrhachis lamellidens — Корея, Япония

#### Другие виды
- Polyrhachis gibbula Rigato, 2016[19]

- Polyrhachis becvari Zettel, Ockermüller, 2023[20]
- Polyrhachis bispinosa Kohout, 2013[12]
- Polyrhachis brevipilosa Rigato, 2016
- Polyrhachis capillata Kohout, 2013
- Polyrhachis captiva Kohout, 2013
- Polyrhachis cubaensis Mayr
- Polyrhachis curtospinosa Kohout, 2013
- Polyrhachis doudou Rigato, 2016
- Polyrhachis dubia Rigato, 2016
- Polyrhachis epinotalis Santschi
- Polyrhachis eureka Kohout, 2013[12]
- Polyrhachis exercita Walker, 1859
- Polyrhachis fisheri Rigato, 2016
- Polyrhachis fuscipes Mayr
- Polyrhachis gerstaeckeri Forel
- Polyrhachis gravis Clark
- Polyrhachis hespera Kohout, 2013
- Polyrhachis hexacantha (Erichson)
- Polyrhachis incerta Kohout
- Polyrhachis kohli Forel
- Polyrhachis lao Jaitrong & Yamane, 2023[13]
- Polyrhachis longiseta Rigato, 2016
- Polyrhachis luteipes Rigato, 2016
- Polyrhachis medusa Forel, 1897
- Polyrhachis micans Mayr
- Polyrhachis militaris (Fabr.)
- Polyrhachis monista Santschi, 1910
- Polyrhachis omissa Rigato, 2016
- Polyrhachis opacita Kohout, 2013
- Polyrhachis palmerae Kohout, 2013
- Polyrhachis pirata — Филиппины
- Polyrhachis promelheus Santschi
- Polyrhachis pseudothrinax Hung
- Polyrhachis quadrispinosa Jaitrong & Noon-anant, 2023[13]
- Polyrhachis schellerichae — Малайзия
- Polyrhachis semipolita André
- Polyrhachis shattucki Kohout, 2013
- Polyrhachis  smithersi Kohout, 2012
- Polyrhachis sokolova (Полирахис Соколова)
- Polyrhachis submarginata Rigato, 2016
- Polyrhachis sukarmani Kohout, 2007
- Polyrhachis terminata Rigato, 2016[19]
- Polyrhachis unicornis Kohout, 2013[12]
- Polyrhachis volkarti Forel
- Polyrhachis wilmsi Forel
- Polyrhachis ypsilon Emery, 1887

## Виды Сулавеси
- Polyrhachis abdominalis Fr. Smith, 1858
- Polyrhachis aberrans Kohout, 2008
- Polyrhachis aequalis Forel, 1910
- Polyrhachis alata Forel, 1904
- Polyrhachis amana Fr. Smith, 1861
- Polyrhachis arborea Kohout, 2008
- Polyrhachis arcuata (Le Guillou, 1842)
- Polyrhachis armata (Le Guillou, 1842)
- Polyrhachis bicolor Fr. Smith, 1858
- Polyrhachis bosi Kohout, 2008
- Polyrhachis brachyspina Kohout, 2008
- Polyrhachis brendelli Kohout, 2008
- Polyrhachis browni Kohout, 2008
- Polyrhachis celebensis Viehmeyer, 1913
- Polyrhachis chaita Kohout, 2008
- Polyrhachis cincta Viehmeyer, 1913
- Polyrhachis circumdata Viehmeyer, 1913
- Polyrhachis cleophanes Fr. Smith, 1861
- Polyrhachis cognata Kohout, 2008
- Polyrhachis compressicornis Fr. Smith, 1860
- Polyrhachis continua Emery, 1887
- Polyrhachis cryptoceroides Emery, 1887
- Polyrhachis cybele Wheeler, 1919
- Polyrhachis deceptor Kohout, 2008
- Polyrhachis decipiens Roger, 1863
- Polyrhachis diaphanta Fr. Smith, 1861
- Polyrhachis dives Fr. Smith, 1857
- Polyrhachis edentula Emery, 1900
- Polyrhachis erosispina Emery, 1900
- Polyrhachis excitata Viehmeyer, 1913
- Polyrhachis fervens Fr. Smith, 1860
- Polyrhachis festina Kohout, 2008
- Polyrhachis fornicata Emery, 1900
- Polyrhachis fruhstorferi Emery, 1898
- Polyrhachis gibba Emery, 1901
- Polyrhachis gibbosa Forel, 1908
- Polyrhachis gobini Kohout, 2008
- Polyrhachis hastata (Latreille, 1802)
- Polyrhachis hilaris Kohout, 2008
- Polyrhachis hippomanes Fr. Smith, 1861
- Polyrhachis hispida Kohout, 2008
- Polyrhachis imitator Kohout, 2008
- Polyrhachis inclusa Viehmeyer, 1912
- Polyrhachis inermis Fr. Smith, 1858
- Polyrhachis incognita Kohout, 2008
- Polyrhachis isacantha Emery, 1887
- Polyrhachis ithona Fr. Smith, 1860
- Polyrhachis kazuoi Kohout, 2008
- Polyrhachis manni Kohout, 2008
- Polyrhachis masaokai Kohout, 2008
- Polyrhachis mellita Kohout, 2008
- Polyrhachis muelleri Forel, 1893
- Polyrhachis neglecta Kohout, 2008
- Polyrhachis nigropilosa Mayr, 1872
- Polyrhachis nudata Fr. Smith, 1860
- Polyrhachis numeria Fr. Smith, 1861
- Polyrhachis ogatai Kohout, 2008
- Polyrhachis olena Fr. Smith, 1861
- Polyrhachis orsylla Fr. Smith, 1861
- Polyrhachis pagana Santschi, 1928
- Polyrhachis peregrina Fr. Smith, 1860
- Polyrhachis pressa Mayr, 1862
- Polyrhachis retrorsa Emery, 1900
- Polyrhachis rixosa Fr. Smith, 1858
- Polyrhachis rufipes Fr. Smith, 1858
- Polyrhachis rufofemorata Fr. Smith, 1859
- Polyrhachis rugifrons Fr. Smith, 1860
- Polyrhachis saevissima Fr. Smith, 1860
- Polyrhachis salebrosa Kohout, 2008
- Polyrhachis sculpturata Fr. Smith, 1860
- Polyrhachis smithi Emery, 1901
- Polyrhachis spinosa Mayr
- Polyrhachis storki Kohout, 2008
- Polyrhachis striatorugosa Mayr, 1862
- Polyrhachis stricta Kohout, 2008
- Polyrhachis strictifrons Emery, 1898
- Polyrhachis subfossa Viehmeyer, 1913
- Polyrhachis sulawesiensis Kohout, 2008
- Polyrhachis tricuspis André, 1887 (= P. ternatae Karawajew)
- Polyrhachis trispinosa Fr. Smith, 1861
- Polyrhachis unicuspis Emery, 1898
- Polyrhachis varicolor Viehmeyer, 1916
- Polyrhachis vestita Fr. Smith, 1860
- Polyrhachis wallacei Emery, 1887
- Polyrhachis zopyra Fr. Smith, 1861

## Виды Гонконга и Макао
17 видов, включая 4 новых для науки: P. confusa, P. fellowesi, P.hunggeuk, P. peetersi  Wong et Guénard, 2020.